# Pismo słowiańskie
Pismo słowiańskie, pismo prasłowiańskie – hipotetyczne pismo, które miało być używane przez Słowian przed opracowaniem i wprowadzeniem głagolicy oraz przyjęciem (przez Słowian zachodnich) alfabetu łacińskiego. 

## Geneza idei pisma Słowian

### Aspekt polityczny
Od początku XIX w. do I wojny światowej kwestia posiadania własnego pisma przez wczesnych Słowian w krajach zachodniej Europy miała znaczenie polityczne. Narody słowiańskie znajdowały się wówczas pod władzą Austro-Węgier, Niemiec i Turcji, zaś jedynym niepodległym państwem słowiańskim była Rosja, w której granicach znajdowały się także ziemie zamieszkane przez narody słowiańskie inne niż Rosjanie. Podlegający obcej władzy Słowianie poddawani byli polityce germanizacji i madziaryzacji, co spowodowało pojawienie się ideologii panslawizmu.
Ideologia ta popularyzowana była przez polityków dążących wyzwolenia narodów spod obcej władzy, a w rozpowszechnianiu tych idei wspierała ich Rosja, która widziała w tym sposób na poszerzenie własnej sfery wpływów, zwłaszcza na Bałkanach, oraz na spacyfikowanie tendencji separatystycznych wśród nierosyjskich narodów słowiańskich zamieszkujących imperium, zwłaszcza Polaków. Jednym ze sposobów realizacji ideologii panslawistycznej było kształtowanie świadomości narodowej i umacnianie dumy z własnej historii, to zaś, zdaniem wielu polityków, nie tylko związanych z ruchem panslawistycznym, ale i nacjonalistów, wiązało się z koniecznością wykazania wysokiego poziomu kulturowego i starożytnego rodowodu własnych narodów.
Tutaj pojawiła się kwestia posiadania pisma przez starożytnych lub wczesnośredniowiecznych Słowian. Jego brak powodowałby, iż byliby jedyną dużą grupą etniczną w Europie i obrębie całej kultury śródziemnomorskiej, która nie wykształciła własnego pisma. Było to niekorzystne zwłaszcza w sytuacji, gdy własne alfabety posiadały niegdyś nawet dużo mniejsze grupy ludów jak Celtowie (pismo ogamiczne) czy Ormianie, a także główne narody wynaradawiające Słowian: Niemcy (którzy dumni byli z run) oraz Węgrzy, którzy używali niegdyś rowaszu. 

### Runy słowiańskie
Od połowy XIX i na początku XX w. informowano kilkakrotnie o odkryciu dowodów na posiadanie przez Słowian własnego, oryginalnego systemu znaków pisarskich (kamienie z Mikorzyna, idole z Prillwitz i tzw. Księga Welesa). Znaleziska te były określane, przez analogię do pisma germańskiego, mianem tzw. run słowiańskich. Prawdziwość tych run od początku była kwestionowana przez część badaczy, jednak ostatecznie trudno było to zweryfikować przy ówczesnym stanie wiedzy i dostępnych środkach technologicznych, zaś naciski polityków i patriotyzm wielu uczonych powodowały, iż przyjmowano je za autentyczne. Stopniowo coraz więcej uczonych podważało wiarygodność owych dowodów, zwłaszcza iż po I wojnie światowej i uzyskaniu niepodległości przez niemal wszystkie ludy słowiańskie odpadł polityczny powód trzymania się tez o prawdziwości run. 
Wiadomości o istnieniu prasłowiańskiego pisma zostały spopularyzowane w społeczeństwach słowiańskich ponownie przed II wojną światową. Przyczyną tego stanu rzeczy była popularność ruchów i ideologii nacjonalistycznych w latach 30. Jeszcze wiele publikacji z początku lat powojennych podając informacje o runach informuje, że były ich dwa rodzaje: germańskie (bardziej znane i lepiej udokumentowane) oraz słowiańskie.
Jednak niezależne, pozbawione ideologii badania naukowe dowiodły, iż wszystkie tego rodzaju znaleziska było albo znaleziskami innego niż słowiańskie pochodzenia, głównie tureckiego (tzw. runy tureckie), albo fałszerstwami (popełnionymi z chęci zysku lub z powodów patriotycznych). Jedynym znanym nauce przykładem, który mógłby stanowić dowód na używanie pisma runicznego wśród Słowian, jest fragment kościanego przedmiotu odkrytego na terenie słowiańskiej osady Břeclav-Lány w Czechach. Jest on datowany na VI w., jednak widoczne na nim runy to germański futhark. 
Mimo to istnieje pewna grupa uczonych, głównie rosyjskich, m.in. prof. Walerij Czudinow, pozostająca jednak na uboczu głównego nurtu badań historycznych, którzy kwestionują zbyt pochopne, ich zdaniem, przesądzenie o fałszywości wszystkich dowodów prawdziwości runicznego pisma słowiańskiego.

## Dowody na istnienie pisma słowiańskiego
Ostateczne obalenie teorii run słowiańskich nie przesądziło jednak całkowicie sprawy istnienia pisma prasłowiańskiego. Jakkolwiek nadal nie ma żadnych dowodów materialnych potwierdzających jego istnienie, to są pewne dowody pośrednio wskazujące, iż Słowianie posiadali jakiś system zapisywania informacji. Nie jest jednak jasne, czy system ten, jeśli w ogóle istniał, był jednolity dla całego obszaru słowiańskojęzycznego, czy też w poszczególnych jego częściach wykształciły się odrębne rodzaje pisma.

### Wygląd znaków głagolicy
Zdaniem niektórych naukowców o istnieniu takiego zestawu znaków graficznych świadczyć ma wygląd liter głagolicy. Ich wizerunki zbyt odbiegają od wyglądu pisma greckiego używanego w Bizancjum, ażeby, jak to twierdzono jeszcze w latach 70., pismo to dało początek głagolicy. Nie kwestionując pewnego wpływu, jaki pismo greckie (oraz hebrajskie) wywarło na rozwój głagolicy, obecnie uważa się, że pismo to powstało w oparciu o zestaw symboli używanych przez Słowian w okresie wcześniejszym. Znaleziska datowane na okres sprzed działalności św. Cyryla, autora głagolicy, potwierdzają istnienie takich znaków. Kontrowersje dotyczą tego, czy system ten był na tyle rozbudowany, by nadawał się do przekazywania informacji, tj. czy było to pismo, czy też jedynie stylizowane symbole, stosowane pojedynczo, których nie można by użyć do napisania najprostszego zdania.

### Relacje kronikarzy
Drugą grupą dowodów pośrednich wskazujących na istnienie własnego pisma u Słowian są opisy kronikarzy z Europy Zachodniej, których relacje świadczyć mają, że ludy te używały systemu znaków pisarskich. Tak np. niemiecki biskup i pisarz Thietmar z Merseburga w swej kronice Gesta Saxonum (Dzieje Sasów) opisując pogańską świątynię w Radogoszczy informował, iż: (...) jej ściany zewnętrzne zdobią różne wizerunki bogów i bogiń (...), każdy z wyrytym u spodu imieniem, jest to jednak relacja z X w., czyli już po wizycie Cyryla i Metodego w IX w. Inne, podobne relacje mówią o systemie pisma złożonym z kresek i kropek. Bułgar Mnich Chrabr pisał: Wprzódy bowiem Słowianie nie mieli ksiąg, lecz kreskami i nacięciami czytali i gadali. Może też tu chodzić o systemy podobne do np. rabosza.  Relacja powstała 30 lat po stworzeniu głagolicy.

#### PiśmiennictwoRusów
Poza wszelką wątpliwością jest fakt, iż Rusowie posiadali jakiś system piśmiennictwa. Potwierdzają to niezależne liczne relacje wielu kronikarzy, zwłaszcza arabskich i bizantyńskich. Wątpliwości dotyczą jedynie tego, kogo autorzy ci rozumieli pod pojęciem Rusów. Zdaniem naukowców negujących istnienie pisma słowiańskiego (stanowiących większość), do początku X wieku jako Rusów określano jedno ze skandynawskich plemion germańskich, i w takim razie relacje o posiadaniu przez nich pisma są jedynie potwierdzeniem dawno ustalonych faktów (problem ten ma znacznie szerszy charakter – dotyczy bowiem etymologii nazwy Rusi i związanego z tym faktu, czy największe ze słowiańskich państw powstało w wyniku rozwoju społecznego Słowian, czy obcej interwencji). Część naukowców kwestionuje jednak wyjaśnienie utożsamiające Rusów z Germanami i zakłada ich słowiańskie (wschodniosłowiańskie, tj. tzw. ruskie) pochodzenie, co oznacza pośrednio, że relacje kronikarzy potwierdzające istnienie piśmiennictwa wśród Rusów oznaczają zarazem istnienie pisma słowiańskiego. Paradoksalnie, jakkolwiek koncepcja słowiańskiego charakteru Rusów ma wielu zwolenników (mniej więcej tyle, co koncepcja germańska), to jednak tylko nieliczni spośród nich są skłonni przyznać istnienie słowiańskiego piśmiennictwa.

### Dowody etymologiczne
Wreszcie trzeci rodzaj dowodów ma charakter etymologiczny: starosłowiańskie określenie liter to buki. Słowo bukwa  używane jest do dziś m.in. w języku rosyjskim. Jakkolwiek nie jest jasne, kiedy rzeczownik ten powstał, to jednak powszechność stosowania pergaminu jako materiału piśmienniczego w całym świecie chrześcijańskim wskazuje na wcześniejszy rodowód słowa buki. Zatem jedynymi bukami mogły być inne niż łacińskie i greckie litery. Słowo pisać brzmi prawie identycznie we wszystkich językach słowiańskich i znacząco różni się od odpowiedników w łacinie i grece, co świadczy o tym, że czynność pisania była znana Słowianom jeszcze zanim podzielili się na grupy, a było to na długo przed św. Cyrylem.
Jednak argumenty za istnieniem pisma słowiańskiego przed Cyrylem opierające się na rzekomej "etymologii" opierają się zwykle na braku wiedzy na temat etymologii lub uprawiania przez autorów tzw. etymologii ludowej. Słowo bukwa jest raczej zapożyczeniem z języka germańskiego (sugeruje to zarówno fonetyka, jak i po części morfologia: goc. bōka, ‘litera’, bōkōs, ‘list’, ‘książka’, dziś Buch, Buchstabe). Słowo 'pisać' etymologicznie znaczy 'malować' (por. polskie 'pisanka', ros. pisat kartinu). Słowo 'czytać' etymologicznie znaczy 'liczyć' (por ros. čisło itd.).

## Zakończenie
Wszystkie powyższe dowody mają jednak charakter poszlakowy. Ostateczna kwestia istnienia prasłowiańskiego pisma nadal nie jest rozstrzygnięta, przy czym większość naukowców przychyla się do tezy, iż Słowianie nie wykształcili na tyle zaawansowanego i uniwersalnego systemu znaków, który można by nazwać pismem. Z drugiej strony rozwój jakiejkolwiek kultury wymaga wprowadzenia systemu, którym można przekazywać wiadomości, szczególne „podpisy” przywódców czy też zaklęcia magiczne.